# Језици Југославије
Југословенски језици или језици Југославије су језици који се говоре у бившим југословенским државама. То су углавном индоевропски језици и дијалекти, односно доминантни јужнословенски варијетети (српскохрватски, словеначки и македонски), као и албански, цинцарски, бугарски, чешки, немачки, италијански, венецијански, балкански ромски, румунски, русински, словачки и украјински језици. Постоје и делови земље у којима се говоре неиндоевропски језици као што су мађарски, турски итд.

## Језичка политика у Југославији
Од 1966. језичке и етничке поделе биле су део јавне расправе у Југославији. Језичка политика делегирана је на општински ниво. Језичка ситуација се огледала у уставима сваке републике, а детаљније у уставима општина.
Југославија је успоставила своју језичку политику на савезном, републичком и општинском нивоу.
Савезна језичка политика је сачињена на основу следећа четири принципа:
1. Домаће мере су биле основа језичке политике.
2. Биле су потребне посебне мере. Гарантовање „једнаких права“ за све етничке групе било је недовољно.
3. Интеграција свих нација и народности зависи од способности политичко-административне структуре да обезбеди механизме изражавања.
4. Свака нација и националност треба да имају директан глас у одређивању конкретних мера.

## Списак језика у Југославији
Ово је списак језика бивше државе Југославије:
Западни јужнословенски језици
- српско-хрватско-словеначки, конструисани званични стандард Краљевине Југославије
  - српскохрватски, полицентрични језик и дијалекатски континуум Босне и Херцеговине, Хрватске, Црне Горе и Србије, подељен је на четири национална стандардна варијанта која су се користила у одговарајућим земљама након распада Југославије: босански, хрватски, црногорски и српски
  - Словеначки језик, језик Словеније

Албански, источни јужнословенски језици, балкански турски и балкански ромски
- Македонски језик, језик Северне Македоније (раније Македоније)
- Балкански гагауски турски, језик Северне Македоније, Косова, Босне и Херцеговине и Санџака
- Балкански ромски, језик Северне Македоније, Босне и Херцеговине, Хрватске, Црне Горе и Србије
- Албански језик, сузванични језик на Косову (Аутономна Покрајина Косово у саставу Југославије)
- Панонски Русин, источнословенски језик којим говоре панонски Русини, у северозападној Србији (Бачка и Сремска област) и источној Хрватској (Срем)